# ヴィットリオ・デ・シーカ
ヴィットリオ・デ・シーカ（Vittorio De Sica, 1901年7月7日 - 1974年11月13日）は、イタリア出身の映画監督、俳優。
カンヌ国際映画祭、ベルリン国際映画祭の最高賞に輝き、アカデミー外国語映画賞も受賞した。俳優としてもアカデミー助演男優賞にノミネートされている。

## 来歴
1901年7月7日にイタリアのフロジノーネ県ソーラで会社員の末子として生まれる。父の給料は少ないため生活は苦しく、2人の姉と共にアルバイトで家を助けながら高校を卒業した。高校卒業後は俳優の道を歩み、兵役で芸能活動を中断しながらも、二枚目の役者・流行歌手として人気を得る。初舞台は1922年。1931年ごろからイタリア映画に出演、マリオ・カメリーニの下で映画を学び、1940年に『紅バラ』で映画監督としてデビューした。
1944年に脚本家のチェーザレ・ザヴァッティーニとコンビを組んで制作した『子供たちは見ている』は、ルキノ・ヴィスコンティの『郵便配達は二度ベルを鳴らす』、アレッサンドロ・ブラゼッティの『雲の中の散歩』と並んでネオレアリズモの嚆矢と見なされている。
第二次世界大戦後に再びザヴァッティーニと組んで制作した『靴みがき』や『自転車泥棒』は、ネオレアリズモを代表する作品として評価され、両作ともアカデミー特別賞を受賞している。1951年の『ミラノの奇蹟』でカンヌ国際映画祭グランプリを受賞するが、1950年代に入ってネオレアリズモの動きは停滞し、旗手の一人であるデ・シーカもまた壁に当たる。
1953年に資金獲得のために方向性を転換してアメリカ映画界の俳優を起用した『終着駅』を制作する。
1957年には『武器よさらば』にイタリア人軍医役として出演し、アカデミー助演男優賞にノミネートされた。老年に至っても『パンと恋と夢』『ロベレ将軍』などの作品に俳優として出演した。
1964年、ソフィア・ローレン、マルチェロ・マストロヤンニ主演の『昨日・今日・明日』でアカデミー外国語映画賞を受賞。1970年にはソビエト連邦の後援によって『ひまわり』を発表、1971年の『悲しみの青春』ではベルリン国際映画祭金熊賞と2度目のアカデミー外国語映画賞を受賞した。

### 私生活
生涯で2度結婚している。2番目の妻でスペインの女優マリア・メルカデルとは1942年から事実婚の状態にあったが、フランスの市民権を取り、最初の妻でイタリアの女優ジュデッタ・リッソーネとの離婚が認められる1968年まで正式に結婚することができなかった。なお、リッソーネとは1954年にメキシコで離婚しているが、イタリアの法律では正式なものとは認められなかった。作曲家となった長男マヌエル（1949年生）と俳優となった次男クリスチャン（1951年生）はどちらもメルカデルとの間に生まれた子である。

## フィルモグラフィー

### 監督作品
- Rose scarlatte （1940年） - 共同監督
- Maddalena, zero in condotta （1940年）
- 金曜日のテレーザ Teresa Venerdì （1941年）
- Un Garibaldino al convento （1942年）
- 子供たちは見ている I bambini ci guardano （1944年）
- La Porta del cielo （1945年）
- 靴みがき Sciuscià （1946年）
- Cuore （1948年） - 共同監督
- 自転車泥棒 Ladri di biciclette （1948年）
- ミラノの奇蹟 Miracolo a Milano （1951年）
- ウンベルト・D Umberto D. （1951年）
- Villa Borghese （1953年） - 共同監督
- 終着駅 Stazione Termini （1953年）
- L'oro di Napoli （1954年）
- 屋根 Il tetto （1956年）
- Anna di Brooklyn （1958年）
- ふたりの女 La Ciociara （1960年）
- Il giudizio universale （1961年）
- ボッカチオ'70 - Boccaccio '70 第4話「くじ引き」（1962年）
- アルトナ I Sequestrati di Altona （1962年）
- 黄金の五分間 Il boom （1963年）
- 昨日・今日・明日 Ieri, oggi, domani （1963年）
- ああ結婚 Matrimonio all'italiana （1964年）
- 恋人たちの世界 Un mondo nuovo （1966年）
- 紳士泥棒 大ゴールデン作戦 Caccia alla volpe （1966年）
- 華やかな魔女たち Le Streghe （1966年） - オムニバス作品の1編
- 女と女と女たち Woman Times Seven （1967年）
- 恋人たちの場所 Amanti （1968年）
- ひまわり I Girasoli （1970年）
- Le Coppie （1970年） - オムニバス作品の1編
- 悲しみの青春 Il Giardino dei Finzi-Contini （1971年）
- Lo chiameremo Andrea （1972年）
- Una Breve vacanza （1973年）
- 旅路 Il Viaggio （1974年）

### 出演作品
- 殿方は嘘吐き Gli uomini, che mascalzoni... （1932年）
- ナポリのそよ風 Il signor Max （1937年）
- たそがれの女心 Madame De... （1953年）
- パンと恋と夢 Pane, Amore e Fantasia （1953年）
- こんなに悪い女とは Peccato che sia una canaglia （1954年）
- 寝台の秘密 Secrets d'alcove （1954年）
- パンと恋と嫉妬 Pane, Amore e Gelosia （1955年）
- 殿方ごろし Pane, amore e... (1955年)
- バストで勝負 La Bella mugnaia （1955年）
- カジノ・ド・パリ Casino De Paris （1957年）
- モンテカルロ物語 Montecarlo （1957年）
- 武器よさらば A Farewell to Arms （1957年）
- 恋はすばやく Anna di Brooklyn （1958年）
- ロベレ将軍 Il Generale della Rovere （1959年）
- 夜と昼の間 The Angel Wore Red （1960年）
- ナポリ湾 It Started in Naples （1960年）
- モール・フランダースの愛の冒険 The Amorous Adventures of Moll Flanders （1965年）
- 栄光の座 The Shoes of the Fisherman （1968年）
- 火曜日ならベルギーよ If It's Tuesday, This Must Be Belgium （1969年）
- あんなに愛しあったのに C'eravamo tanto amati （1974年）
- 処女の生血 Blood for Dracula （1974年）

## 受賞
※本来はプロデューサーが受取人である作品賞の受賞・ノミネートも含む。
| 賞                                   | 年     | 部門                       | 作品                 | 結果       |
| ------------------------------------ | ------ | -------------------------- | -------------------- | ---------- |
| アカデミー賞                         | 1947年 | 特別賞                     | 『靴みがき』         | 受賞       |
| アカデミー賞                         | 1949年 | 特別賞                     | 『自転車泥棒』       | 受賞       |
| アカデミー賞                         | 1957年 | 助演男優賞                 | 『武器よさらば』     | ノミネート |
| アカデミー賞                         | 1964年 | 外国語映画賞               | 『昨日・今日・明日』 | 受賞       |
| アカデミー賞                         | 1965年 | 外国語映画賞               | 『ああ結婚』         | ノミネート |
| アカデミー賞                         | 1971年 | 外国語映画賞               | 『悲しみの青春』     | 受賞       |
| ナストロ・ダルジェント賞             | 1948年 | 主演男優賞                 | 『Cuore』            | 受賞       |
| ナストロ・ダルジェント賞             | 1949年 | 長編映画賞                 | 『自転車泥棒』       | 受賞       |
| ナストロ・ダルジェント賞             | 1949年 | 最優秀作品監督賞           | 『自転車泥棒』       | 受賞       |
| ナストロ・ダルジェント賞             | 1949年 | 脚本賞                     | 『自転車泥棒』       | 受賞       |
| ナストロ・ダルジェント賞             | 1957年 | 最優秀作品監督賞           | 『屋根』             | ノミネート |
| ナストロ・ダルジェント賞             | 1960年 | 主演男優賞                 | 『ロベレ将軍』       | ノミネート |
| 英国アカデミー賞                     | 1949年 | 総合作品賞                 | 『自転車泥棒』       | 受賞       |
| 英国アカデミー賞                     | 1952年 | 総合作品賞                 | 『ミラノの奇蹟』     | ノミネート |
| ニューヨーク映画批評家協会賞         | 1949年 | 外国語映画賞               | 『自転車泥棒』       | 受賞       |
| ニューヨーク映画批評家協会賞         | 1951年 | 外国語映画賞               | 『ミラノの奇蹟』     | 受賞       |
| ニューヨーク映画批評家協会賞         | 1955年 | 外国語映画賞               | 『ウンベルト・D』    | 受賞       |
| ナショナル・ボード・オブ・レビュー賞 | 1949年 | 作品賞                     | 『自転車泥棒』       | 受賞       |
| ナショナル・ボード・オブ・レビュー賞 | 1949年 | 監督賞                     | 『自転車泥棒』       | 受賞       |
| カンヌ国際映画祭                     | 1951年 | パルム・ドール             | 『ミラノの奇蹟』     | 受賞       |
| カンヌ国際映画祭                     | 1951年 | 国際映画批評家連盟賞       | 『ミラノの奇蹟』     | 受賞       |
| カンヌ国際映画祭                     | 1956年 | 国際カトリック映画事務局賞 | 『屋根』             | 受賞       |
| ボディル賞                           | 1951年 | 非アメリカ映画賞           | 『自転車泥棒』       | 受賞       |
| ボディル賞                           | 1955年 | 非アメリカ映画賞           | 『ウンベルト・D』    | 受賞       |
| ダヴィッド・ディ・ドナテッロ賞       | 1956年 | 主演男優賞                 | 『殿方ごろし』       | 受賞       |
| ダヴィッド・ディ・ドナテッロ賞       | 1963年 | 監督賞                     | 『アルトナ』         | 受賞       |
| ダヴィッド・ディ・ドナテッロ賞       | 1965年 | 監督賞                     | 『ああ結婚』         | 受賞       |
| ダヴィッド・ディ・ドナテッロ賞       | 1971年 | 作品賞                     | 『悲しみの青春』     | 受賞       |
| ゴールデングローブ賞                 | 1961年 | 外国語映画賞               | 『ふたりの女』       | 受賞       |
| ゴールデングローブ賞                 | 1964年 | 外国語映画賞               | 『ああ結婚』         | 受賞       |
| ブルーリボン賞                       | 1961年 | 外国作品賞                 | 『ふたりの女』       | 受賞       |
| ベルリン国際映画祭                   | 1971年 | 金熊賞                     | 『悲しみの青春』     | 受賞       |